# Île de Reuilly

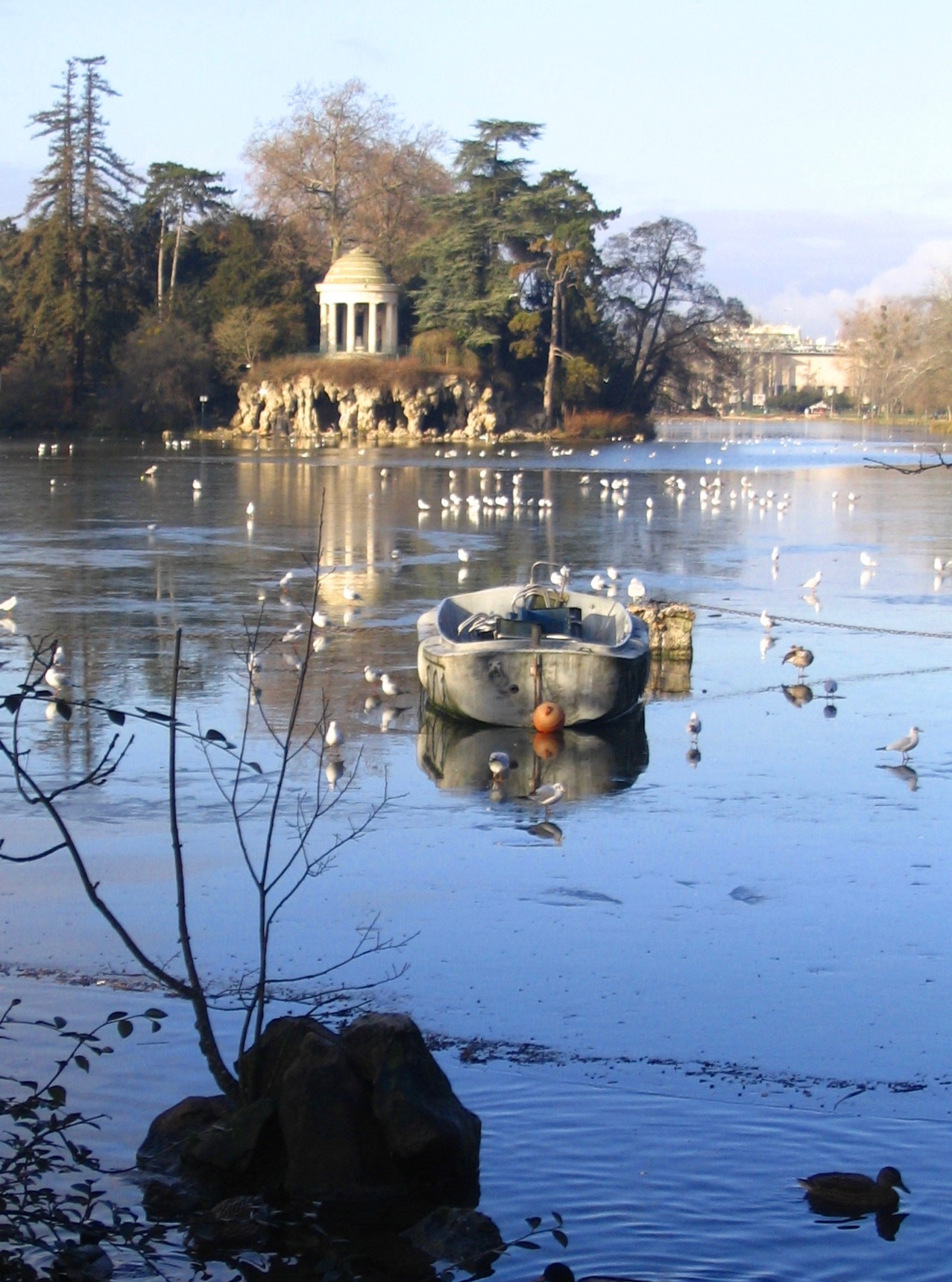
Pohled na gloriet s jeskyní

Île de Reuilly (česky Ostrov Reuilly) je jedním ze dvou umělých ostrovů na jezeře Daumesnil v Bois de Vincennes v Paříži. Jeho plocha činí zhruba 2,5 ha.
Na ostrově jsou dva mosty. V jihovýchodní části ostrova je spojen se břehem malým visutým mostem a po druhém mostě na jihozápadě je možné přejít na sousední ostrov Bercy.
Oproti zbývajícímu území lesoparku, který je veřejnosti přístupný po celý den, platí pro ostrovy zavírací hodina.

## Vybavení ostrova
Na východním cípu ostrova se nachází gloriet s umělou jeskyní a vodopádem. V západní části ostrova je švýcarská chata, kterou koupilo město Paříž pro Světovou výstavu v roce 1867 a poté zde byla zřízena restauraci s názvem Chata na ostrově Daumesnil.
V severozápadní části ostrova se nachází hřiště na minigolf.